# Орлівка (Старобільський район)
Орлі́вка — село в Україні, у Шульгинській сільській громаді Старобільського району Луганської області. Населення - 71 особа. До 2018 року орган місцевого самоврядування — Малохатська сільська рада.